# Lista de treinadores do Cleveland Cavaliers

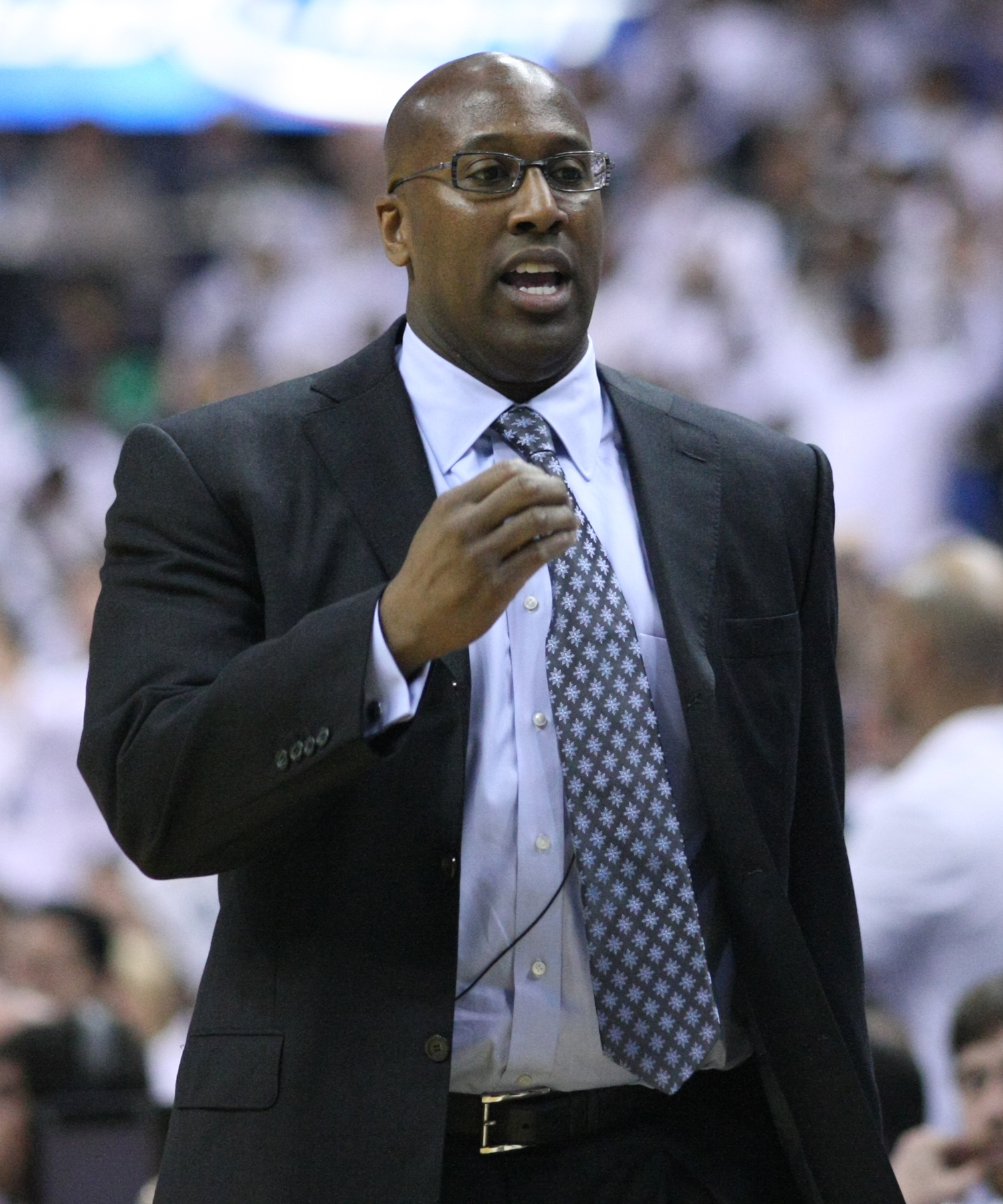
Mike Brown treinou o Cavaliers entre 2005 e 2010.

Este anexo lista os treinadores do Cleveland Cavaliers por ordem cronológica, time profissional de basquetebol, que pertence à Divisão Central da Conferência Leste, da National Basketball Association (NBA). A equipe ingressou na confederação em 1970, e conquistou o seu primeiro título de Conferência em 2007. O Cavaliers tem disputado suas partidas na Quicken Loans Arena, anteriormente conhecida como Gund Arena, desde 1994. O time é presidido por Dan Gilbert, David Katzman e Gordon Gund, tendo Danny Ferry como gerente geral. O cantor de R&B e pop Usher é o proprietário minoritário.
O Cleveland já possuiu 17 treinadores diferentes em sua existência. O primeiro foi Bill Fitch, que esteve durante nove temporadas, entre 1970 e 1979. Fitch é quem treinou mais jogos na equipe (738); Lenny Wilkens é quem mais venceu partidas (316); Mike Brown é quem treinou o time no maior número de playoffs (60), quem mais venceu em playoffs (36) e quem obteve a maior porcentagem de aproveitamento na temporada regular (64,3%). Chuck Daly e Wilkens são os únicos treinadores do Cavaliers a integrarem o Basketball Hall of Fame. Fitch e Daly também tem seu nome na lista dos 10 melhores técnicos da história da NBA. Fitch e Brown são os únicos treinadores a conquistarem o prêmio NBA Coach of the Year Award. Don Delaney, Keith Smart e Brown iniciaram as suas carreiras como treinador no time. O atual treinador é Byron Scott, que está no comando desde 2010.

## Técnicos

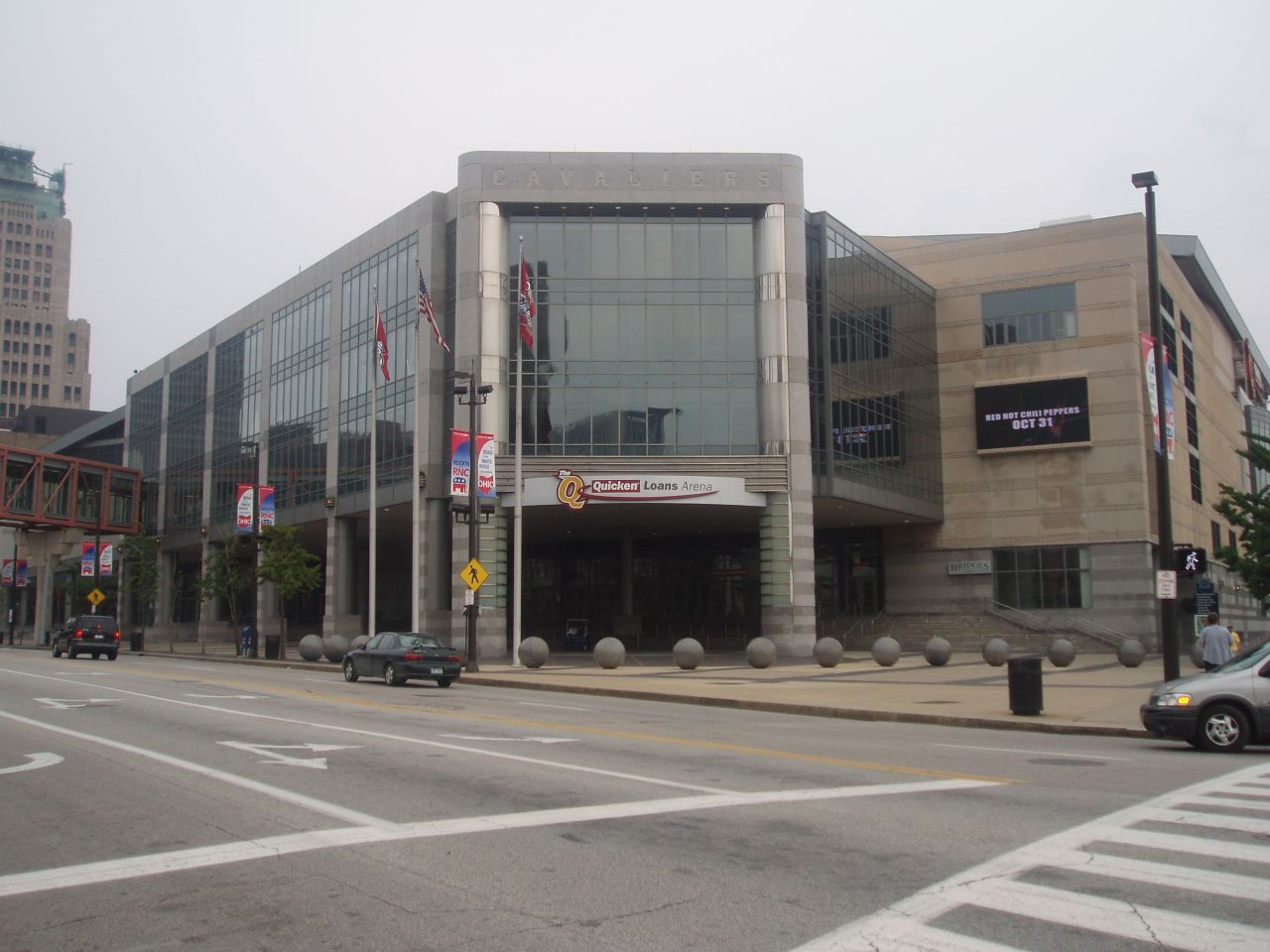
A Quicken Loans Arena, onde o time do Cavaliers joga desde 1994.

| # | Número de técnicos                               |
| J | Jogos                                            |
| V | Vitórias                                         |
| D | Derrotas                                         |
| % | Porcentagem de vitória                           |
| † | Consta no Basketball Hall of Fame como técnico   |
| * | Iniciou a sua carreira de treinador no Cavaliers |
| ¶ | Escolhido como técnico da temporada              |

| #  | Nome            | Tempo         | J   | V   | D   | %    | J  | V  | D  | %    | Conquistas                                                                       | Ref    |
| -- | --------------- | ------------- | --- | --- | --- | ---- | -- | -- | -- | ---- | -------------------------------------------------------------------------------- | ------ |
| 1  | Bill Fitch¶     | 1970-1979     | 738 | 304 | 434 | 41,2 | 18 | 7  | 11 | 38,9 | Técnico do Ano da NBA (1975-1976) Um dos 10 melhores técnicos na história da NBA | [ 6 ]  |
| 2  | Stan Albeck     | 1979-1980     | 82  | 37  | 45  | 45.1 | —  | —  | —  | —    |                                                                                  | [ 15 ] |
| 3  | Bill Musselman  | 1980-1981     | 71  | 25  | 46  | 35.2 | —  | —  | —  | —    |                                                                                  | [ 16 ] |
| 4  | Don Delaney*    | 1981          | 26  | 7   | 19  | 26,9 | —  | —  | —  | —    |                                                                                  | [ 12 ] |
| 5  | Bob Kloppenburg | 1981          | 3   | 0   | 3   | 0.0  | —  | —  | —  | —    |                                                                                  | [ 17 ] |
| 6  | Chuck Daly†     | 1981-1982     | 41  | 9   | 32  | 22,0 | —  | —  | —  | —    | Um dos 10 melhores técnicos na história da NBA                                   | [ 9 ]  |
| —  | Bill Musselman  | 1982          | 15  | 4   | 11  | 26,7 | —  | —  | —  | —    |                                                                                  | [ 16 ] |
| 7  | Tom Nissalke    | 1982-1984     | 164 | 51  | 113 | 31,1 | —  | —  | —  | —    |                                                                                  | [ 18 ] |
| 8  | George Karl     | 1984-1986     | 149 | 61  | 88  | 40,9 | 4  | 1  | 3  | 25,0 |                                                                                  | [ 19 ] |
| 9  | Gene Littles    | 1986          | 15  | 4   | 11  | 26,7 | —  | —  | —  | —    |                                                                                  | [ 20 ] |
| 10 | Lenny Wilkens†  | 1986-1993     | 574 | 316 | 258 | 55.1 | 41 | 18 | 23 | 43,9 | Um dos 10 melhores técnicos na história da NBA                                   | [ 7 ]  |
| 11 | Mike Fratello   | 1993-1999     | 460 | 248 | 212 | 53,9 | 14 | 2  | 12 | 14,3 |                                                                                  | [ 21 ] |
| 12 | Randy Wittman   | 1999-2001     | 164 | 62  | 102 | 37,8 | —  | —  | —  | —    |                                                                                  | [ 22 ] |
| 13 | John Lucas      | 2001-2003     | 124 | 37  | 87  | 29,8 | —  | —  | —  | —    |                                                                                  | [ 23 ] |
| 14 | Keith Smart*    | 2003          | 40  | 9   | 31  | 22,5 | —  | —  | —  | —    |                                                                                  | [ 13 ] |
| 15 | Paul Silas      | 2003-2005     | 146 | 69  | 77  | 47,3 | —  | —  | —  | —    |                                                                                  | [ 24 ] |
| 16 | Brendan Malone  | 2005          | 18  | 8   | 10  | 44,4 | —  | —  | —  | —    |                                                                                  | [ 25 ] |
| 17 | Mike Brown*¶    | 2005-2010     | 410 | 272 | 138 | 66,3 | 71 | 42 | 49 | 59,2 | Campeão da Conferência Leste (2007) Técnico do Ano da NBA de 2008-09             | [ 8 ]  |
| 18 | Byron Scott     | 2010-presente |     |     |     |      |    |    |    |      |                                                                                  | [ 14 ] |